# Snauwaert & Depla
Snauwaert & Depla is een voormalige Belgische fabriek van sportaccessoires, in het bijzonder professionele tennisrackets. Het bedrijf was gevestigd in Beveren-bij-Roeselare.

## Geschiedenis

### Oprichting
In 1928 besloten de schoonbroers Valeer Snauwaert en Eugeen Depla een eigen bedrijf op te richten. Tot dan waren ze werkzaam als voorman bij Carrosserie Jonckheere in Beveren. In die tijd kwam er bij het carrosseriewerk nog heel wat hout aan te pas, waardoor ze ook in de houtverwerkende nijverheid bleven. In de Laagstraat begonnen ze met een atelier waar ze hockeysticks, sleden, kano’s en tennisraketten maakten. 
De recreatiesector was al in het interbellum een opkomende economische tak en het bedrijf van Snauwaert & Depla groeide. In 1940 stelden zij 35 mensen tewerk. Hun essenhout haalden ze uit Noord-Frankrijk. Valeer Snauwaert vond in Antwerpen een uitvoerder die de raketten in Engeland wilde importeren. Er werd ook al uitgevoerd naar Duitsland, de Balkan en zelfs naar Zuid-Afrika.
Tijdens de Tweede Wereldoorlog viel de bedrijvigheid stil. Er werden enkel nog sleden gemaakt. Na de bevrijding werd werk gemaakt van de heropstart, maar Valeer Snauwaert overleed onverwacht in 1945.

### Tweede generatie
Eugeen Depla zette het bedrijf verder. De bedrijfsleiders hadden van meet af aan voor kwaliteit aan een degelijke prijs gekozen. Zo konden ze mee op de internationale markt. Bij de integratie van de Europese economie kon het bedrijf dan ook stand houden en zich op die markt van de betere raketten verder ontwikkelen. Depla kreeg in de jaren 1950 het gezelschap van zijn zoon André en zijn neef Karel Snauwaert. De fabriek Snauwaert & Depla was een van de eerste bedrijven die naar de industriezone van Beveren uitweek, een van de eerste in het land. Het bedrijf waar nu vooral tennisraketten gemaakt werden, breidde alsmaar uit en werd een belangrijke speler op de Amerikaanse markt. 
Het bedrijf moest zich aanpassen aan de massaproductie, zeker toen vanaf de jaren 1960 de tennissport in Amerika begon te boomen. Er kwam nog een bijkomend bedrijf in Diksmuide voor de toelevering van materiaal. Halfweg de jaren 1970 zakte de markt wat in elkaar terwijl enkele jaren ervoor nog 3 miljoen raketten per jaar werden gemaakt. Dit kwam door de verminderde export naar Amerika, onder meer door de invoer van goedkope Taiwanese raketten. Er werd nog op de Europese markt gericht en er kwamen een nieuwe kwaliteitsvolle kunststof raketten, waarmee zelfs topspelers speelden. In het midden van de jaren 1980 besloot het bedrijf de fabrieken in België te sluiten en naar Porto te verhuizen. Dit sociale bloedbad werd de zaakvoerder Karel Snauwaert bijzonder kwalijk genomen. Ondanks de verhuis werd het steeds moeilijker en na overname door City 7 ging het bedrijf alsnog failliet in 1991.

## Comeback
In 2015 werd het merk terug op de markt gebracht. 
Hierbij wordt afgeweken van het houten model. Hoewel de ontwikkeling in België gebeurt zou de productie gebeuren in China. 